# Проєкт правопису 2003 року
Проє́кт право́пису 2003 ро́ку був розроблений під керівництвом академіка НАН України Віталія Русанівського групою членів нині чинної Української національної комісії з питань правопису при Міністерстві освіти і науки України та Національній академії наук України. Автори проєкту: Віталій Русанівський (науковий редактор), Богдан Ажнюк, С. Я. Єрмоленко, Н. Ф. Непийвода, О. О. Тараненко, Л. І. Шевченко, Л. Л. Шевченко. Редагування та комп'ютерне опрацювання тексту виконано в Українському мовно-інформаційному фонді НАН України. Надруковано незначним накладом у Науково-видавничому центрі НБУ ім. В. І. Вернадського.
Пропозиції проєкту відрізняються від інших (Проєкт правопису 1999, Проєкт правопису І. Ющука 2008) консервативним ставленням до чинної мовної норми. Не пропонується впровадження інтервокальних звуків (проект, діалектика), зберігається факультативність літери ґ (§§ 87—88), залишається і- на початку українських слів (§ 3: інший, інколи), не пропонується писати слово пів окремо (§ 26: піваркуша, півгодини, пів'яблука, пів-Києва), в іменниках третьої відміни зберігається -і тощо.
У проєкті значну увагу приділено впорядкуванню правил для передачі іншомовних та запозичених слів. Зокрема, подвоєнню приголосних (у § 91 запропоновано зберігати подвоєння у невідмінюваних словах італійського походження: барокко, стакатто, лібретто), розрізненню звуків I, Y (у §§ 92—93 в іншомовних власних назвах, і особових іменах, і географічних назвах, пропонується писати -и- тільки після ж (дж), ч (щ), ш, з нечисленними винятками, що скасовує зміни редакції 1993 року і повертає написання: Ціцерон, Лейпціг, Корсіка, Сіракузи, Цюріх, Сан-Франціско, Цінціннаті, Оріноко, Рів'єра), передачі іншомовних дифтонгів (§§ 101—102), невідмінюванню слів іншомовного походження на голосний (§ 103). У проєкті пропонується за традицією зберігати -й- в позиції між голосними у власних назвах: «Гойя, Майя, Мейєрхольд, Німейєр, Тайюань, Фейєрбах, (Омар) Хайям, Хейєрдал та деякі ін.».
Проєкт не став чинним правописом.

## Текст проєкту
- Український правопис: проект / В. М. Русанівський та ін.; Українська національна комісія з питань правопису. — К.: Науково-видавничий центр НБУ ім. В. І. Вернадського, 2003. — 168 с. [Архівовано 13 серпня 2011 у Wayback Machine.]